# Charles Moore (friidrottare)
Charles Hewes Moore, Jr, född 12 augusti 1929 i Coatesville i Pennsylvania, död 8 oktober 2020 i Laporte, Pennsylvania, var en amerikansk friidrottare.
Moore blev olympisk mästare på 400 meter häck vid olympiska sommarspelen 1952 i Helsingfors.